# Dorcadion epirense
Dorcadion epirense là một loài bọ cánh cứng trong họ Cerambycidae.